# Jimmy Medranda
Jimmy Medranda est un footballeur colombien né le 7 février 1994 à Mosquera. Il joue au poste de milieu de terrain au Deportivo Cali.

## Biographie
En août 2013, Medranda est prêté en MLS au Sporting de Kansas City.
Il passe sept saisons à Kansas City avant d'être sélectionné par le Nashville SC lors du repêchage d'expansion du 19 novembre 2019.
Après une seule rencontre disputée avec Nashville en 2020, il est échangé aux Sounders de Seattle le 21 octobre 2020 en contrepartie d'Handwalla Bwana.
Libre à l'issue de la saison 2022, il s'engage pour une saison au Crew de Columbus le 23 décembre 2022.

## Palmarès
Avec le Sporting de Kansas City, il remporte la Coupe MLS en 2013 avant de soulever le trophée de la Coupe des États-Unis à deux reprises, en 2015 puis en 2017. Il remporte également l'édition 2022 de la Ligue des champions de la CONCACAF avec les Sounders de Seattle.